# Jacques Curie

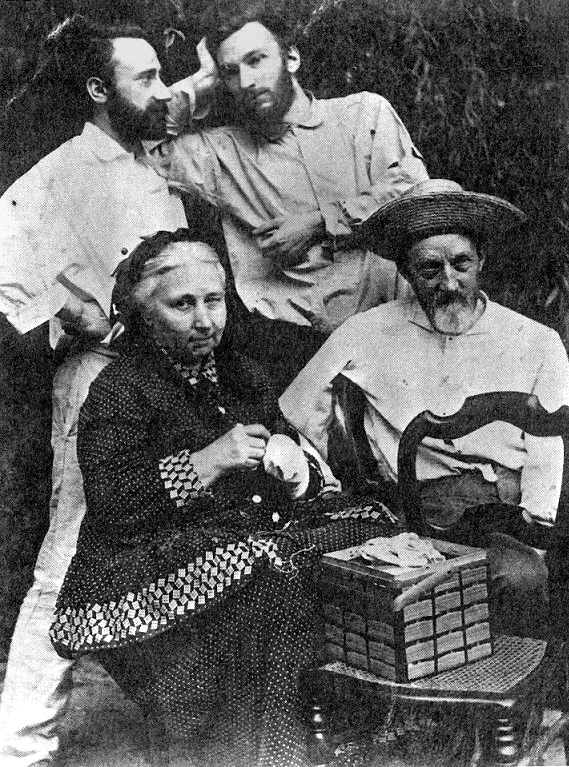
Jacques und Pierre Curie mit ihren Eltern (etwa 1878)

Paul-Jacques Curie (* 29. Oktober 1855 in Paris; † 19. Februar 1941 in Montpellier) war ein französischer Physiker und Professor der Mineralogie an der Universität Montpellier.

## Leben und Werk
Jacques Curie wurde als erster Sohn des Arztes Eugène Curie (1827–1910) und dessen Frau, der Fabrikantentochter Sophie-Claire Depouilly (1832–1897) geboren. Wie sein etwa drei Jahre jüngerer Bruder Pierre Curie wurde er von seinem Vater erzogen und besuchte keine Schule. Während seines Studiums arbeitete Jacques Curie als Assistent von Alfred Riche (1829–1908) und Émile Jungfleisch (1839–1916), nach  seinem Studienabschluss als Laborassistent bei Charles Friedel. Dort begann eine fruchtbare Zusammenarbeit mit seinem Bruder Pierre Curie. Sie verbesserten das Quadrantenelektrometer und erfanden ein Elektrometer, das später auch Marie Curie in der Erforschung von Polonium und Radium benutzte. Außerdem entdeckten sie 1880 die Piezoelektrizität, wofür sie 1895 mit dem Prix Gaston Planté der Académie des sciences ausgezeichnet wurden.
1883 wurde Jacques Curie Dozent für Mineralogie in Montpellier und die Zusammenarbeit der Brüder war beendet. 1887 bis 1890 studierte Curie die Mineralogie Algeriens und veröffentlichte mit Georges-Barthélemy-Médéric Flamand (1861–1919) eine Studie über Eruptivgesteine Algeriens. Am 30. Juni 1888 verteidigte er seine Dissertation zu Untersuchungen der Leitfähigkeit kristallisierter Körper. Zurück in Montpellier, unterrichtete er zwei Jahre Mineralogie und Geologie, dann nur noch Mineralogie. 1904 wurde er Professor für Mineralogie und ab 1911 gehörte er dem Rat der Universität an. 1925 trat er in den Ruhestand.
1896 heiratete er Virginie Masson, mit der er bereits zwei Kinder hatte: Die Tochter Madeleine (* 7. November 1886 in Paris; † 16. Oktober 1989) und den Sohn Maurice Curie (* 12. Oktober 1888 in Paris; † 1946), der auch Physikprofessor wurde.
2004 würdigte die Republik Tschad die Brüder Curie mit einer Briefmarke.

## Schriften (Auswahl)
- mit Pierre Curie: Développement, par pression, de l'électricité polaire dans les cristaux hémièdres à faces inclinées. In: Comptes rendus hebdomadaires des séances de l'Académie des sciences. Band 91, 1880, S. 294–295 (online).
- mit Pierre Curie: Sur l'électricité polaire dans les cristaux hémièdres à faces inclinées. In: Comptes rendus hebdomadaires des séances de l'Académie des sciences. Band 91, 1880, S. 383–387 (online).
- mit Pierre Curie: Lois du dégagement de l'électricité par pression dans la tourmaline. In: Comptes rendus hebdomadaires des séances de l'Académie des sciences. Band 92, 1881, S. 186–188 (online).
- mit Pierre Curie: Sur les phénomènes électriques de la tourmaline et des cristaux hémièdres à faces inclinées. In: Comptes rendus hebdomadaires des séances de l'Académie des sciences. Band 92, 1881, S. 350–353 (online).
- mit Pierre Curie: Les cristaux hémièdres à faces inclinées, comme sources constantes d'électricité. In: Comptes rendus hebdomadaires des séances de l'Académie des sciences. Band 93, 1881, S. 204–207 (online).
- mit Pierre Curie: Contractions et dilatations produites par des tensions électrique dans les hémièdres à faces inclinées. In: Comptes rendus hebdomadaires des séances de l'Académie des sciences. Band 93, 1881, S. 1137–1140 (online).
- mit Pierre Curie: Déformation électriques du quartz. In: Comptes rendus hebdomadaires des séances de l'Académie des sciences. Band 95, 1882, S. 914–917 (online).
- mit Charles Friedel: Sur la pyroélectricité du quartz. In: Comité des travaux historiques et scientifiques. Revue des travaux scientifiques (Paris). Band 4, 1884, S. 343
- Sur le pouvoir inducteur spécifique et la conductibilité des diélectriques. Relation entre la conductibilité et le pouvoir absorbant. In: Comptes rendus hebdomadaires des séances de l'Académie des sciences. Band 103, 1886, S. 928
- Recherches sur le pouvoir inducteur spécifique et sur la conductibilité des corps cristalliss. Dissertation, Paris 1888
- Recherches sur le pouvoir inducteur spécifique et la conductibilité des corps cristallisés. In: Annales de chimie et de physique. 1889, 6. Serie, Band 17, S. 385–434
- Recherches sur la conductibilité des corps cristallisés (deuxième Mémoire). In: Annales de chimie et de physique. 1889, 6. Serie, Band 18, S. 203–268
- mit Pierre Curie: Dilatation électrique du quartz. In: Journal de Physique. 2. Folge, Band 8, 1889, S. 149–168 (online).
- mit G. Flamand: Suivie d'une Etude succincte sur les roches éruptives de cette région. In: Carte géologique de l'Algérie. Explication de la deuxième édition de la carte géologique provisoire de l'Algérie au 1/800.000e. Impr. P. Fontana, Alger 1889